# Iso-Oulainen
Iso-Oulainen är en sjö i kommunen Pyhäntä i landskapet Norra Österbotten i Finland. Sjön ligger 123,9 meter över havet. Arean är 50 hektar och strandlinjen är 3,33 kilometer lång. Sjön  ingår i Siikajokis huvudavrinningsområde.   Den ligger omkring 100 kilometer söder om Uleåborg och omkring 450 kilometer norr om Helsingfors. 